# Dactylamblyops iii
Dactylamblyops iii är en kräftdjursart som beskrevs av Nouvel och Lagardère 1976. Dactylamblyops iii ingår i släktet Dactylamblyops och familjen Mysidae. Inga underarter finns listade i Catalogue of Life.